# تضخم القلب
تضخم القلب (بالإنجليزية: Cardiomegaly)‏ هو حالة طبية يحدث فيها زيادة في حجم القلب.

## أنواعه
- اعتلال عضلة القلب التوسعي
- تضخم البطين:
  - تضخم البطين الأيسر
  - تضخم البطين الأيمن
- ضخامة الأذين:
  - ضخامة الأذين الأيمن
  - ضخامة الأذين الأيسر

## الأمراض التي يصاحبها تضخم للقلب
- ضخامة الأطراف
- داء نشواني
- فقر الدم
- تضيق الأبهر
- متلازمة القلب الرياضي
- عيب الحاجز الأذيني
- قصور مستقلي
- داء المثقبيات الأمريكي
- قصور القلب

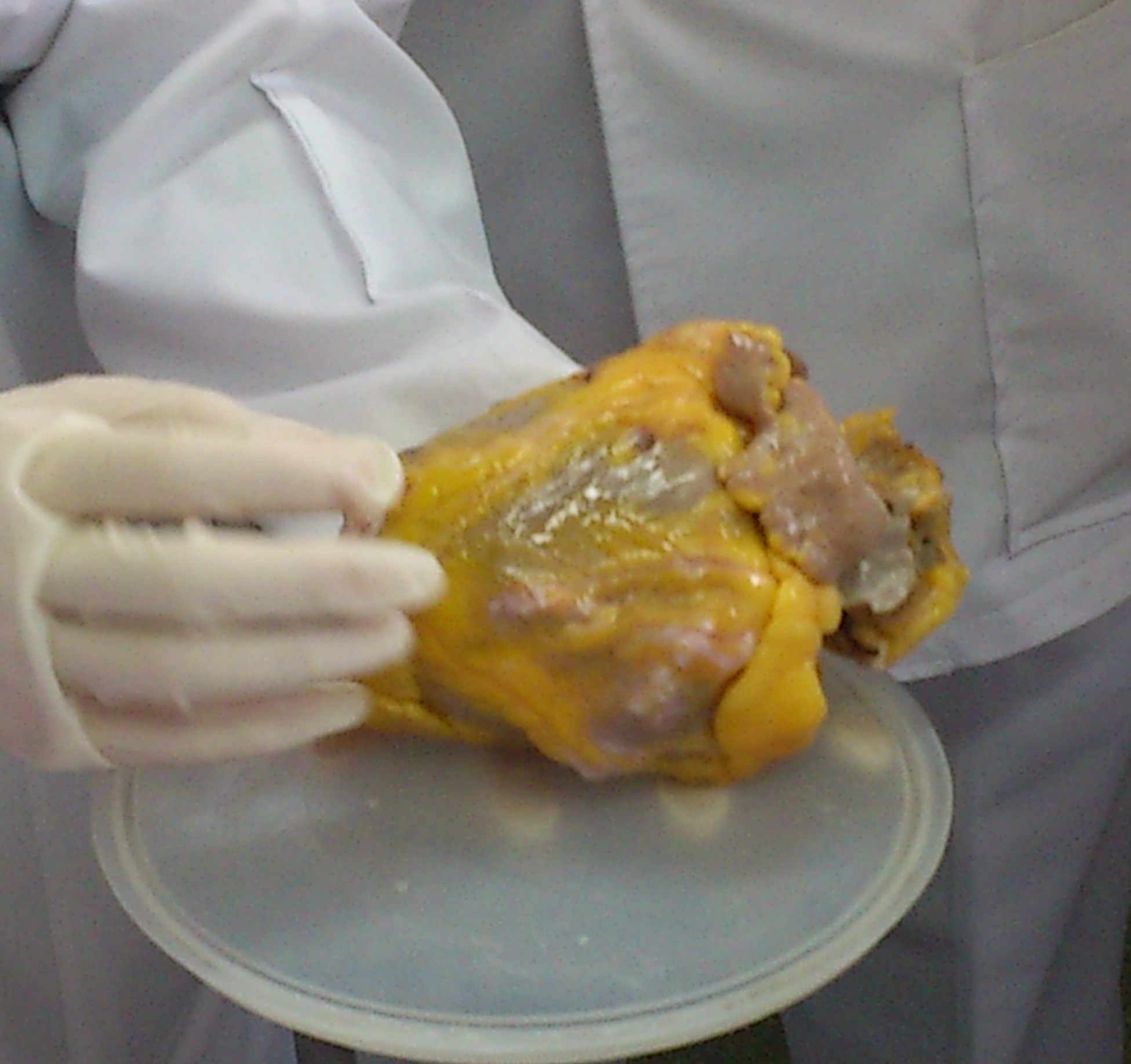
قلب متكلس ومتضخم في درس في كلية الطب في معهد مونتيري للتكنولوجيا والدراسات العليا في مدينة مكسيكو.

- مرض النسيج الضام مثل الذئبة الحمامية الشاملة
- التهاب العضلة القلبية بالفيروسة الكوكساكية
- اعتلال عضلة القلب التوسعي في إدمان الكحول ونقص الثيامين
- أدوية مثل السلفوناميد ودوكسوروبيسين والمخدرات مثل كوكايين
- رنح فريدرايخ
- عملقة
- داء ترسب الأصبغة الدموية أو اكتناز الحديد
- مرض القلب الضغطي
- فرط الدرقية
- اعتلال عضلة القلب الضخامي
- نقص ألبومين الدم مثل سوء التغذية ومرض كبد مزمن
- قصور الدرقية
- داء كاواساكي
- متلازمة موركيو وأمراض القزامة الأخرى
- فرط نمو النسيج المارن الليفي للعضلة القلبية
- سمنة
- قناة شريانية مفتوحة
- متلازمة تكيس المبايض
- انصباب تاموري
- ورم أولي في القلب
- تضيق الصمام الرئوي
- تضيق الوريد الرئوي
- إشعاع
- فقر الدم المنجلي
- داء اختزان الغليكوجين النوع الثاني
- يوريمية